# Lycoperdina pulvinata
Lycoperdina pulvinata es una especie de coleóptero de la familia Endomychidae.

## Distribución geográfica
Habita en Grecia y en los territorios que antes se llamaban Yugoslavia.